# Andi Anderson
Andi Anderson (El Dorado Hills, California, 15 de agosto de 1987) es una actriz pornográfica y modelo erótica estadounidense.

## Biografía
Natural de la ciudad de El Dorado Hills, una localidad californiana del condado homónimo, Andi Anderson, nombre artístico de Ashley Vandenburg, había nacido en agosto de 1987 en una familia de ascendencia sueca. Debutó como actriz pornográfica en 2007, a los 20 años de edad, siendo su primera película Breakin' 'Em In 11, que supuso su primera escena de sexo anal de su carrera. Posteriormente, en 2008, en Anal Cavity Search 4, grabaría su primera doble penetración.
Como actriz, ha trabajado con productoras como Naughty America, Zero Tolerance, 3rd Degree, Vivid, Wicked Pictures, Evil Angel, Elegant Angel, Digital Playground, Adam & Eve, Private, Jules Jordan Video o Brazzers, entre otras.
En 2009 recibió su primera nominación en los Premios AVN en la categoría de Mejor escena de doble penetración por Black Owned 3. Un año más tarde fue nominada nuevamente, en esa ocasión a la Artista femenina no reconocida del año. y a la Mejor escena de sexo en grupo por Evil Anal 10.
En 2011, decidió realizar un parón en su carrera profesional que se alargó por tres años, tiempo en el que abandonó por completo la industria para regresar con su familia. Decidió retomar sus estudios universitarios y se trasladó a Sacramento, capital de California, donde trabajó por dos años en una clínica dermatológica.
Regresó a la industria activa en 2014, siendo representada por la compañía Pipeline. Mantuvo activa su agenda hasta 2018, cuando se retiró finalmente tras haber aparecido en más de 220 películas como actriz.

## Premios y nominaciones
| Año  | Ceremonia                        | Resultado | Premio                                 | Trabajo       |
| ---- | -------------------------------- | --------- | -------------------------------------- | ------------- |
| 2009 | Premios AVN                      | Nominada  | Mejor escena de doble penetración      | Black Owned 3 |
| 2009 | Premios XRCO                     | Nominada  | Artista femenina no reconocida del año | —             |
| 2009 | Rogreviews Critics Choice Awards | Nominada  | Mejor artista femenina                 | —             |
| 2010 | Premios AVN                      | Nominada  | Artista femenina no reconocida del año | —             |
| 2010 | Premios AVN                      | Nominada  | Mejor escena de sexo en grupo          | Evil Anal 10  |